# Bąk amerykański
Bąk amerykański (Botaurus lentiginosus) – gatunek dużego ptaka z rodziny czaplowatych (Ardeidae), zamieszkujący Amerykę Północną. Żyje skrycie i samotnie. Najczęściej zobaczyć go można, kiedy nisko leci nad moczarami. Najlepszymi cechami rozpoznawczymi tego ptaka jest jednolity brąz wierzchu ciała oraz ciemnobrązowe zakończenia skrzydeł. Często stoi na brzegu szuwarów z dziobem skierowanym do góry. Dzięki ciemnym smugom na jasnobrązowym spodzie ciała, zlewa się z otaczającą roślinnością, co doskonale go maskuje.
TaksonomiaGatunek ten jako pierwszy opisał Thomas Rackett w 1813 roku, nadając mu nazwę Ardea lentiginosa. Jako autora pierwszego opisu podawano niekiedy George’a Montagu, lecz jego publikacja najprawdopodobniej ukazała się drukiem nieco później. Obecnie gatunek umieszczany jest w rodzaju Botaurus. Nie wyróżnia się podgatunków. Podgatunek peeti, opisany przez Brodkorba w 1936 roku, nie jest obecnie uznawany.
RozmiaryDługość ciała 56–85 cm, rozpiętość skrzydeł 105–125 cm
Masa ciała 372–1072 g
Zasięg, środowiskoSłone lub słodkowodne mokradła Ameryki Północnej (Kanada, USA, środkowy Meksyk). Zimuje w południowych USA (Kalifornia, wybrzeża Zatoki Meksykańskiej oraz południowe wybrzeża Atlantyku), Meksyku i na Karaibach; dawniej stwierdzany także w Kostaryce i Panamie.
StatusIUCN uznaje bąka amerykańskiego za gatunek najmniejszej troski (LC, Least Concern). Trend liczebności populacji oceniany jest jako spadkowy.